# Discografia de BFF Girls
A discografia de BFF Girls, um girl group brasileiro, consiste em 1 álbum ao vivo, 1 extended play (EP), 12 singles e 22 covers. Começaram a carreira musical fazendo covers de canções nacionais e internacionais.

## Álbuns ao vivo
| Título      | Detalhes                                                                               |
| ----------- | -------------------------------------------------------------------------------------- |
| Geração BFF | - Lançamento: 9 de abril de 2021 - Gravadora Sony Music - Formato(s): Download digital |

## EPs
| Título     | Detalhes                                                                                           |
| ---------- | -------------------------------------------------------------------------------------------------- |
| Nossa Vibe | - Lançamento: 29 de maio de 2019 - Gravadora: Sony Music - Formato(s): Download digital, streaming |

## Singles

### Como artista principal
| Ano                                                                            | Canção       | Melhores posições nas tabelas | Melhores posições nas tabelas | Álbum      |
| Ano                                                                            | Canção       | BRA                           | BRA Pop                       | Álbum      |
| ------------------------------------------------------------------------------ | ------------ | ----------------------------- | ----------------------------- | ---------- |
| 2018                                                                           | "BFF"        | —                             | —                             | Sem álbum  |
| 2018                                                                           | "Meu Crush"  | —                             | —                             | Sem álbum  |
| 2018                                                                           | "Pode Parar" | —                             | —                             | Sem álbum  |
| 2018                                                                           | "Eu Shippo"  | —                             | —                             | Sem álbum  |
| 2019                                                                           | "Flashback"  | —                             | —                             | Nossa Vibe |
| 2019                                                                           | "Com Você"   | —                             | —                             | Nossa Vibe |
| 2019                                                                           | "Minha Vibe" | —                             | —                             | Nossa Vibe |
| 2019                                                                           | "Eu Sou"     | —                             | —                             | Sem álbum  |
| 2019                                                                           | "Fica"       | 32                            | 1                             | Sem álbum  |
| 2020                                                                           | "Timidez"    | —                             | —                             | Sem álbum  |
| 2020                                                                           | "Promete"    | —                             | —                             | Sem álbum  |
| "—" denota canções que não entraram nas paradas ou não foram lançadas no país. |              |                               |                               |            |

### Como artista convidada
| Ano  | Canção                                       | Álbum                         |
| ---- | -------------------------------------------- | ----------------------------- |
| 2020 | "Lembra Você" (Sienna Belle feat. BFF Girls) | Não adicionado à nenhum álbum |

## Covers
| Ano  | Canção                            | Álbum                         |
| ---- | --------------------------------- | ----------------------------- |
| 2018 | "Havana"                          | Não adicionado a nenhum álbum |
| 2018 | "Trevo (Tu)"                      | Não adicionado a nenhum álbum |
| 2018 | "There's Nothing Holdin' Me Back" | Não adicionado a nenhum álbum |
| 2018 | "Drag Me Down"                    | Não adicionado a nenhum álbum |
| 2018 | "Do Seu Lado"                     | Não adicionado a nenhum álbum |
| 2018 | "That's My Girl"                  | Não adicionado a nenhum álbum |
| 2018 | "Cedo Ou Tarde"                   | Não adicionado a nenhum álbum |
| 2018 | "New Rules"                       | Não adicionado a nenhum álbum |
| 2018 | "Estoy Aquí"                      | Não adicionado a nenhum álbum |
| 2018 | "Passarinhos"                     | Não adicionado a nenhum álbum |
| 2018 | "Simples e Romântico"             | Não adicionado a nenhum álbum |
| 2018 | "Um Anjo Caiu do Céu"             | Não adicionado a nenhum álbum |
| 2018 | "Girls Just Wanna Have Fun"       | Não adicionado a nenhum álbum |
| 2018 | "Wannabe"                         | Não adicionado a nenhum álbum |
| 2018 | "Versos Simples"                  | Não adicionado a nenhum álbum |
| 2019 | "Mi Crush (Meu Crush)"            | Não adicionado a nenhum álbum |
| 2019 | "Wings"                           | Não adicionado a nenhum álbum |
| 2019 | "A Lenda"                         | Não adicionado a nenhum álbum |
| 2019 | "Talk"                            | Não adicionado a nenhum álbum |
| 2019 | "Bilhete 2.0"                     | Não adicionado a nenhum álbum |
| 2019 | "Attention"                       | Não adicionado a nenhum álbum |
| 2019 | "Meu Erro"                        | Não adicionado a nenhum álbum |

## Trilhas sonoras
| Ano  | Canção                                   | Álbum                                           |
| ---- | ---------------------------------------- | ----------------------------------------------- |
| 2018 | "Meu Crush"                              | Carinha de Anjo (Trilha sonora da novela)       |
| 2018 | "Girls Just Wann a Have Fun"             | Espelho da Vida - Vol 2                         |
| 2019 | "Não Vamos Parar"                        | Angry Birds 2 (Trilha sonora em português)      |
| 2020 | "Segunda Chance"                         | O Melhor Verão das Nossas Vidas (Trilha sonora) |
| 2020 | "Be With Me" (com part. de Murilo Bispo) | O Melhor Verão das Nossas Vidas (Trilha sonora) |